# Zamek w Miłakowie
Zamek krzyżacki w Miłakowie – ruiny zamku wybudowanego przez zakon krzyżacki znajdujące się w mieście Miłakowo, w województwie warmińsko-mazurskim.
Zamek został wzniesiony w stylu gotyckim około połowy XIV stulecia na planie czworoboku z dziedzińcem. W zamku rezydował komornik zakonny. W 1414 roku warownia została zniszczona przez wojska polskie, następnie w 1659 roku przez wojska szwedzkie i ostatecznie w 1807 roku przez wojska Napoleona Bonapartego. Do dziś przetrwały fundamenty i fragmenty murów przyziemia.